# (11928) Akimotohiro
(11928) Akimotohiro est un astéroïde de la ceinture principale.

## Description
(11928) Akimotohiro est un astéroïde de la ceinture principale. Il fut découvert le 23 janvier 1993 à Kitami par Kin Endate et Kazuro Watanabe. Il présente une orbite caractérisée par un demi-grand axe de 2,64 UA, une excentricité de 0,21 et une inclinaison de 5,4° par rapport à l'écliptique.

## Compléments